# Simetria de translació

Per a funcions invariables translacionals és. La mesura de Lebesgue és un exemple per a aquesta funció.

En geometria, una translació "llisca" una cosa per a: Ta(p) = p + a.
En física i matemàtiques, la simetria de translació contínua és la invariància d'un sistema d'equacions en virtut de qualsevol translació. La simetria translacional discreta és invariant sota la translació discreta.
Anàlogament un operador de  A  en funcions es diu que és invariant en translació respecte a un operador de translació {\displaystyle T_{\delta }} si el resultat després d'aplicar A no canvia si la funció argument es tradueix.
Més precisament, s'ha de considerar que
{\displaystyle \forall \delta \ Af=A(T_{\delta }f).\,}
Les lleis de la física són translacions invariables sota una translació espacial si no distingeixen diferents punts en l'espai. D'acord amb el teorema de Noether, l'espai de simetria translacional d'un sistema físic és equivalent a la llei de conservació de l'impuls.
La simetria de translació d'un objecte significa que una translació particular no canvia l'objecte. Per a un objecte donat, les translacions per als que això s'aplica formen un grup, el grup de simetria de l'objecte, o, si l'objecte té més tipus de simetria, un subgrup del grup de simetria.

## Geometria
La invariància translacional implica que, almenys en una direcció, l'objecte és infinit: per a qualsevol punt concret p, el conjunt de punts amb les mateixes propietats degut a la simetria de translació formen el conjunt discret infinit {p + na|n ∈ Z} = p + Z a. Els àmbits fonamentals són, per exemple, H + [0,1] a per a qualsevol hiperplà H per als quals a té una direcció independent. Això es troba en un segment de línia 1D, en una tira infinita en 2D, i en una llosa 3D, de manera que el vector de partida en un dels costats extrems a l'altra banda. Tingueu en compte que la tira i la llosa no han de ser perpendicular al vector, per tant pot ser més estreta o més prima que la longitud del vector.
En espais amb dimensions superiors a 1, pot haver múltiples simetries translacionals. Per a cada conjunt de k independent traducció de vectors del grup de simetria és isomorf ambZk. En particular, la multiplicitat pot ser igual a la dimensió. Això implica que l'objecte és infinit en totes les direccions. En aquest cas es forma el conjunt de totes les translacions una xarxa. Diferents bases de vectors de translació generen el mateix enreixat si i només si un es transforma en l'altra per una matriu de coeficients sencers dels quals el valor absolut del determinant és 1. El valor absolut del determinant de la matriu formada per un conjunt de vectors de translació és l'hipervolum de la n-dimensional paral·lelepípede el subtendeix conjunt (també anomenat el covolum de l'enreixat). Aquest paral·lelepípede és una regió fonamental de la simetria: qualsevol patró sobre o en què és possible, i això defineix completament tot l'objecte.

Per exemple en 2D, en lloc de a i b també podem agafar a i a − b, etc. En general, en 2D, podem agafar pa + qb i ra + sb per als punts enters p, q, r, i s de manera que ps − qr és 1 o −1. Això garanteix que a i b sí que són nombre enter combinacions lineals dels altres dos vectors. Si no, no totes les translacions són possibles amb l'altre parell. Cada parell a b defineix un paral·lelogram, tots amb la mateixa zona, la magnitud del producte transversal. Un paral·lelogram defineix completament tot l'objecte. Sense cap més simetria, aquest paral·lelogram està un domini fonamental. Els vectors a i b pot ser representat pels nombres complexos. Durant dos punts de la xarxa donada, l'equivalència d'opcions d'un tercer punt per generar una forma d'enreixat està representat pel grup modular.
Alternativament, per exemple, un rectangle pot definir tot l'objecte, fins i tot si els vectors de translació no són perpendiculars, si té dos costats paral·lels a un vector de translació, mentre que l'altre vector de translació a partir d'un costat del rectangle acaba en el costat oposat.
Per exemple, considereu un enrajolat amb rajoles rectangulars iguals amb un patró asimètric en ells, tot orientat a aquesta, en files, amb per cada fila un canvi d'una fracció, no la meitat, d'una rajola, sempre el mateix, llavors tenim només simetria translacional, grup fons d'escriptori  p1 (el mateix s'aplica sense canvi). Amb simetria rotacional d'ordre dos de la pauta en la rajola que tenim  p2 (més simetria del patró en el taulell no canvia això, a causa de la disposició de les rajoles). El rectangle és una unitat més convenient considerar domini com a fonamental (o un conjunt de dos d'ells) d'un paral·lelogram que consta d'una part d'una rajola i part d'un altre.
En 2D pot haver simetria de translació en una direcció per vectors de qualsevol longitud. Una línia, no en la mateixa direcció, defineix plenament tot l'objecte. De la mateixa manera, en 3D pot haver simetria de translació en una o dues direccions per als vectors de qualsevol longitud. Un pla (secció transversal) o la línia, respectivament, defineix plenament tot l'objecte.

## Exemples

### Text
Un exemple de simetria de translació en una direcció en 2D número 1) és:
Nota: L'exemple no és un exemple de simetria de rotació.
```
exemple exemple 
exemple exemple 
exemple exemple 
exemple exemple
```

(Obtenir el mateix movent una línia cap avall i dues posicions a la dreta), i de la simetria traslacional en dues direccions en 2D (grup fons d'escriptori p1):
```
* |* |* |* |
|* |* |* |*
|* |* |* |*
* |* |* |* |
|* |* |* |*
|* |* |* |*
```

(Obtenir el mateix movent tres posicions a la dreta, o una línia cap avall i dues posicions a la dreta i, en conseqüència obtenir també les mateixes tres línies que es mouen cap avall).
En ambdós casos no hi ha ni la simetria d'imatge especular ni simetria rotacional.
Per a una traducció donada l'espai podem considerar la traducció corresponent dels objectes. Els objectes amb almenys la corresponent simetria traslacional són els punts fixos d'aquest últim, que no s'han de confondre amb punts fixos de la traducció d'espai, que són inexistents.

### Càlcul

La relació mínima dels nombres reals és invariable sota traducció.

- La transformada de Fourier amb la posterior càlcul de valors absoluts és un operador invariable per translació.
- L'assignació d'una funció polinòmica per al grau del polinomi és una traducció invariable funcional.
- La mesura de Lebesgue és una mesura invariable per translació completa.